# Klooster van Boetendaal

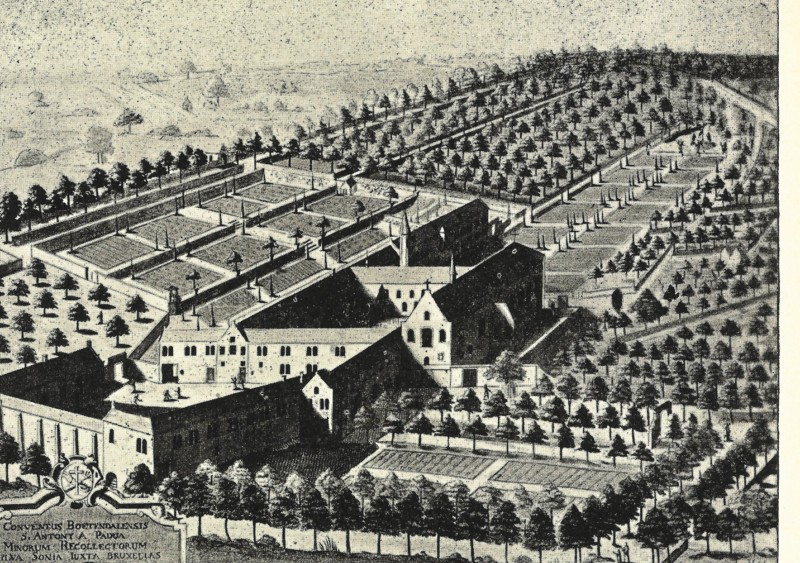
Gravure van het klooster van Boetendaal

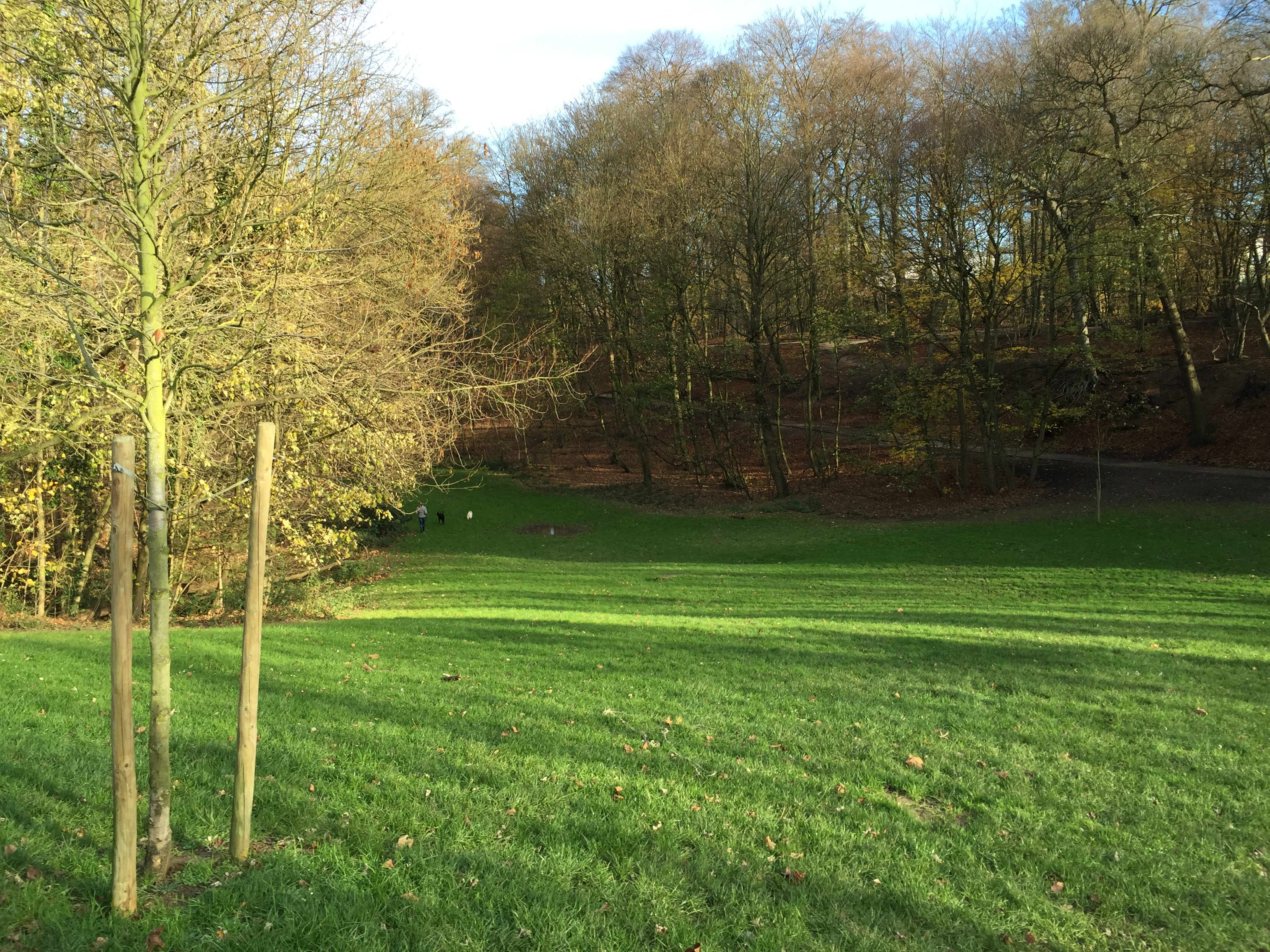
Brugmannpark

Het voormalige klooster van Boetendaal (1467-1796) was gelegen in het Belgische Ukkel op de plaats van het huidige Brugmannpark. Het was een vestiging van franciscanen die in de 16e eeuw uitgroeide tot een modelhuis voor de recollectenbeweging en een strikte observantie in acht nam op alle vlakken (armoede, stilzwijgen, vasten, onthouding, frequente gebeden en lezingen, arbeid, beperkte omgang...).

## Geschiedenis van het klooster
Op verzoek van hertogin Isabella van Portugal was de Mechelse minderbroeder Hendrik Herp een kluizenarij komen stichten in Boetendaal, met behulp van Hendrik van Rijsel. Al in 1458 had paus Pius II ingestemd met de oprichting van observantenkloosters in Brabant. Het hertogelijk huis verstrekte de gronden, geschonken door woudmeester Filips Hinckaert in oktober 1467, en financierde ook de constructie van de gebouwen. De broeders bedienden met hun zielenzorg en preken de stad Brussel en het Zoniënwoud, in de uitlopers waarvan ze gevestigd waren. In 1475/77 was de gerespecteerde Hendrik Berninck, inmiddels tachtig jaar oud, gardiaan van Boetendaal. Ook Dirk Coelde, schrijver van de eerste catechismus, was een broeder in Boetendaal. Hij stond de Brusselaars bij tijdens de verschrikkelijke pestepidemie van 1489-90, niet alleen met talloze laatste sacramenten maar ook met verplegen en begraven.
In de volgende eeuw werd het klooster onder de Brusselse republiek platgebrand en verlaten (1579). Na de heropbouw werd het een van de drie recollectiehuizen in de provincie, om te voldoen aan de eis die de nieuwe generaal Bonaventura Secusio in 1593 gesteld had. De overige werden geen succes, maar Boetendaal had feitelijk al van voordien op de nieuwe lijn gezeten en trok die vanaf 1604 door. Andres de Soto, de biechtvader van aartshertogin Isabella uit het Brusselse minderbroedersklooster, leidde de heropstart in goede banen. De aartshertogen vaardigden hun architect Ferdinand Dandelot af om de kapel (1604) en het gastenverblijf (1610) herop te bouwen. Toen ze in 1621 weduwe werd, zocht Isabella er toevlucht in het habijt van clarisse.
Boetendaal ontsnapte aan de opheffing van de "onnutte kloosters" door keizer Jozef II, hoewel de orde te maken kreeg met een opnamestop. Daar kwam een einde aan in 1790, een recordjaar voor het noviciaat van Boetendaal. Korte tijd later trok de algemene kloostersluiting van het Directoire (1796) een definitieve streep onder haar bestaan. Het convent werd tot nationaal goed verklaard en opgekocht door Pierre-François Tiberghien. Een groot deel van de gebouwen werd gesloopt en de materialen verkocht.

## Beschrijving
De afsluitmuur rond Boetendaal viel ongeveer samen met de huidige Coghenlaan, Messidorlaan, Edith Cavellstraat en Sukkelweg. De gebouwen waren eenvoudig maar harmonieus, omringd door tuinen. Grote hagen stonden langs de wegen en de heuvels waren beplant met bomen in quincunx. Moestuinen, fruitgaarden en bossen namen de rest van het terrein in.

## Herbestemming
Na diverse transacties kwam het domein in handen van de bankier Georges Brugmann (1829-1900). Hij verkavelde het gebied en liet er verschillende lanen trekken. Zijn neef Frédéric Brugmann (1874-1945) kocht het deel waar het klooster had gestaan terug van advocaat Fernand Bidart. Die had er een riante woning laten bouwen door architect Albert Dumont. In 1945 erfden de drie dochters van Brugmann de 46 ha grote eigendom. Ze wilden hem verkavelen en bekwamen hiervoor na lange jaren een bestemmingsplan van de Ukkelse gemeenteraad (17 oktober 1966). Vijf hectare stonden ze af aan de gemeente voor een park en vijf andere werden voordelig verkocht aan de Royal Léopold Club. Het Brugmannpark werd geopend in 1975. Het gazon tussen de beboste hellingen valt samen met de Boetendaalvallei. De afsluitingsmuur op de hoek Messidorlaan/Brugmannlaan is nog het enige overblijfsel van het vroegere klooster.